# Бережний Василь Павлович
Васи́ль Па́влович Бережни́й (26 червня 1918, Бахмач — 19 березня 1988, Київ) — український письменник і журналіст.

## Біографія
Народився в селі Бахмач (Чернігівська область) у селянській родині. Після закінчення загальноосвітньої школи поступив в Український технікум журналістики в Харкові. Друкуватися почав з 1936 року.
Закінчивши у 1937 році технікум, Бережний працював в редакціях газет «Прапор комуни» у Бахмачі, «Молодий комунар» у Чернігові. Як згадував уже в зрілому віці, ще під час навчання в Харкові йому трапилося побувати в обсерваторії, уперше подивитися на небо в телескоп. Гострі піки місячних гір, освітлені сонячним світлом, їхні різкі тіні, тріщини, Пряма Стіна, схожа на циклопічну інженерну будівлю, — все це залишило приголомшливе, незабутнє враження. Ця подія надихнула його написати своє перше науково-фантастичне оповідання «Планета житиме», яке було надруковане в 1938 році.
Німецько-радянську війну Бережному, що проходив кадрову службу в танкових військах, довелося зустріти на землях Західної Білорусі, вже в червні взявши участь у кровопролитних боях під Гродно і Барановичами. Потім — відступ, з важкими оборонними боями до самої Вязьми, важке поранення, вороже оточення. З жовтня 1943-го він знову в діючій армії, на Першому Білоруському фронті. Його участь у війні відзначено бойовими нагородами.
Після війни Бережний повертається до журналістської роботи — працює в редакціях газет «Молодь України», журналів «Дніпро», «Вітчизна», «Україна». У 1952 році закінчує Київський університет ім. Т. Г. Шевченка. Усе активніше включається в літературну роботу — виступає з критичними рецензіями і статтями, нарисами, оповіданнями, незабаром береться і за повісті. У 1948 році з'являється його перша збірка документальних нарисів «За кермом». Потім виходять збірки «Сторінки життя» у 1952 році, «Кораблі сходять зі стапелів» у 1959. Його перу належать також повість про тодішнє сільське життя «Зелене море» (1955), пізня повість «Колюче терня» (1966).
Жив у Києві. Крім того, Василь Бережний перекладав з російської мови романи А. Коптєлова, п'єси М. Погодіна, А. Софронова. Він також є автором літературного портрета «Олесь Гончар» (1978).
Найбільш повно розкритися Василю Бережному вдалося в жанрі наукової фантастики. Уже його перша науково-фантастична повість «У зоряні світи» була надрукована видавництвом «Молодь» у 1956 році тиражем у 65 тисяч екземплярів. А в 1958 це ж видавництво перевидає її тиражем у 100 тисяч. Фантаст Бережний досягає чималої популярності, всі його наступні книги наукової фантастики незмінно друкувалися і перевидавалися масовими тиражами.
З-під його пера вийшло півтора десятка науково-фантастичних повістей, а також більше півсотні оповідань, які були об'єднані в десяток збірок. Твори Бережного були перекладені на багато іноземних мов: англійська, угорська, іспанська, латиська, молдавська, польська, російська, словацька, французька.
В. Бережний був учасником Першого Всесвітнього симпозіуму письменників-фантастів, що проходив у Токіо (Японія) у 1970 році в рамках Міжнародної виставки ЕКСПО-70, а також Третього Європейського конгресу фантастів у Польщі у 1976 р.
Помер 19 березня 1988 року в Києві.
Дружина — Бережна Любов Флоріанівна, лікар. Син — Бережний Андрій Васильович, дочка — Бережна Оксана Василівна. Внук — Бережний Василь Андрійович, внучки — Бережна Ольга Андріївна, Бережна Юлія Андріївна.

## Твори

### Повісті
- 1956 — У зоряні світи
- 1961 — Блакитна планета
- 1963 — Дем'янко Дерев'янко, або Пригоди електронного хлопчика
- 1965 — Істина поруч
- Дилогія 1970 — Археоскрипт, 1981 — Архітектурна фантазія
- 1970 — У промінні двох сонць
- Дилогія 1971 — Під крижаним щитом, 1986 — До Золотого Сонця
- 1971 — Сакура
- 1975 — Молодший брат Сонця
- 1975 — Селенітка
- 1978 — Космічний Гольфстрім
- 1984 — Лабіринт

### Збірки
- 1960 — Оаза в льодах
- 1962 — В небі — Земля
- 1970 — У промінні двох сонць
- 1971 — Під крижаним щитом
- 1975 — Повітряна лінза
- 1978 — По спіралі часу
- 1978 — Повернення «Галактики»
- 1980 — Космічний Гольфстрім
- 1984 — А до нас кит приплив (оповідання для дітей)
- 1986 — Лабіринт

### Оповідання
- 1938 — Планета житиме
- 1958 — Чого не побачило скляне око
- 1959 — Повернення «Галактики»
- 1960 — Оаза в льодах
- 1960 — А ви ще не були на Марсі?
- 1960 — Чудодійний екстракт
- 1960 — Сонячне озеро
- 1962 — Таємнича статуя
- 1963 — Останній рейс «Бурана»
- 1964 — Формула життя
- 1966 — Останній шанс
- 1966 — Апарат інженера Сороки
- 1968 — Експедиція в природу
- 1970 — Ефемерида кохання
- 1970 — Закарбоване в серці
- 1971 — Легенда про щастя
- 1971 — Космічна Ніагара
- 1971 — Спалах у небі
- 1971 — Контакт цивілізації
- 1971 — «Сомнус моментаріум»
- 1971 — Музичній атавізм
- 1971 — Марсіанка
- 1971 — Синьосвітна богиня
- 1971 — Трагедія вулканної гори
- 1972 — Феномен ноосфери
- 1972 — Материн голос
- 1975 — Сонячна сага
- 1975 — Таємниця Дому вічності
- 1975 — Міжпланетний смерч
- 1975 — Повітряна лінза
- 1975 — Аварія
- 1975 — В космічній безвісти
- 1975 — Трівіум харонтіс
- 1975 — Сенсація на Марсі
- 1975 — Море Томи
- 1975 — Така далека подорож Чамхаба
- 1976 — Доля «Оракула»
- 1979 — Homo Novus
- 1980 — Експеримент «Корона»
- 1980 — Казус лінгва
- 1980 — Подарунок телепата
- 1980 — Брате мій, Орле
- 1980 — Юнак з моря
- 1980 — Детектор часу
- 1980 — Модель слави
- 1986 — Людина-маятник
- 1986 — Естафета Життя
- 1986 — Діти одного Сонця
- 1986 — Формула Космосу
- 1986 — Дарунки Шамбали
- 1986 — Загадкова Нова
- 1986 — Гравіантена Івана Мудрого
- 1986 — Тролейбусом до Хрещатика
- 1986 — Ох, ці телепати…
- 1986 — Віра-Віруня

## Пам'ять
Ім'я Василя Бережного носить вулиця в місті Бахмач Чернігівської області з 7 грудня 2015 року  [Архівовано 12 жовтня 2016 у Wayback Machine.], яка до цього носила ім'я О. Кошового.